# Xingfu (sockenhuvudort i Kina, Heilongjiang Sheng)
Xingfu (kinesiska: 兴福, 兴福乡) är en sockenhuvudort i Kina. Den ligger i provinsen Heilongjiang, i den nordöstra delen av landet, omkring 110 kilometer norr om provinshuvudstaden Harbin. Antalet invånare är 36 942. Befolkningen består av 18 409 kvinnor och 18 533 män. Barn under 15 år utgör 12,0 %, vuxna 15-64 år 80 %, och äldre över 65 år 6,0 %.
Runt Xingfu är det ganska tätbefolkat, med 185 invånare per kvadratkilometer. Närmaste större samhälle är Dayou, 10,9 km väster om Xingfu. Trakten runt Xingfu består till största delen av jordbruksmark.
Genomsnittlig årsnederbörd är 871 millimeter. Den regnigaste månaden är juli, med i genomsnitt 215 mm nederbörd, och den torraste är januari, med 9 mm nederbörd.